# A zátony (film, 2016)
A zátony (eredeti cím: The Shallows) 2016-ban bemutatott amerikai robinzonád, melyet Jaume Collet-Serra rendezett, a forgatókönyvet Anthony Jaswinski írta, főszereplője pedig Blake Lively. A film forgatása 2015 októberében kezdődött Ausztráliában. A forgatási helyszínnel ellentétben a film Mexikóban játszódik.
Az Amerikai Egyesült Államokban 2016. június 24-én mutatta be a Columbia Pictures, Magyarországon  augusztus 11-én került a mozikba magyar szinkronnal, az InterCom Zrt. forgalmazásában.

## Cselekmény
Egy amerikai szörfösnőt cápatámadás ér, és egy zátonyon reked 200 yardra a parttól. Sebesülése miatt öngyilkosság lenne úsznia, hiszen a vér szagát messziről megérzik a cápák. Az életben maradásért használnia kell az eszét; valahogyan ki kell cseleznie a rá vadászó bestiát.

## Szereplők
| Szerep           | Színész       | Magyar hang   |
| ---------------- | ------------- | ------------- |
| Nancy Adams      | Blake Lively  | Balsai Móni   |
| Chloe Adams      | Sedona Legge  | Pekár Adrienn |
| Nancy apja       | Brett Cullen  | Csernák János |
| Carlos / Charlie | Óscar Jaenada | Kálid Artúr   |

## Fogadtatás

### Bevételi adatok
A film bevételi szempontból jól teljesített, ugyanis világszerte több mint 116 millió dollárt bevételezett, amely a 17 millió dolláros költségvetésével szemben jó eredménynek számít.

### Kritikai visszhang
A film általánosságban pozitív kritikákat kapott a kritikusoktól. A Metacritic oldalán a film értékelése 59% a 100-ból, amely 34 véleményen alapul. A Rotten Tomatoeson a zátony 77%-os minősítést kapott, 134 értékelés alapján.

### Díjak és jelölések
| Díj                | Kategória         | Jelölt       | Eredmény |
| ------------------ | ----------------- | ------------ | -------- |
| Teen Choice Awards | Legjobb színésznő | Blake Lively | Jelölve  |